# 1880年至1881年英格蘭足總盃
1880-81球季英格蘭足總盃（英語：1880-81 FA Cup），是第10屆英格蘭足總盃，今屆賽事的冠軍是奧卡夫辛斯，他們在決賽以3:0擊敗老伊頓人，奪得冠軍。本屆賽事繼續在橢圓體育場舉行。
奧隊奪得他們唯一一次足總盃冠軍。

## 外部連結
- 英格蘭足總盃官網Archive-It的存檔，存档日期2012-04-24
- 英格蘭足總盃 歷屆冠軍（页面存档备份，存于）